# István Apáthy
István Apáthy (Budapest, 4 gennaio 1863 – Seghedino, 27 settembre 1922) è stato un medico ungherese, noto anche come Stephan Apáthy, è stato un biologo, zoologo e istologo ungherese, conosciuto per il suo lavoro nella scienza medica e nella tecnica microscopica. Studiò in particolare le neurofibrille migliorando le tecniche microscopiche per la gestione dei campioni di tessuto. Apáthy è stato rettore dell'Università Franz Joseph di Cluj. Teorizzò anche sugli "aspetti sociali e politici" dell'eugenetica.

## Biografia
Apáthy nacque a Budapest, dove suo padre era professore di diritto internazionale. Dopo il liceo studiò medicina e lavorò all'istituto di patologia. Ricevette il dottorato nel 1885 e divenne assistente di Tivadar Margó. Nel 1886-89 lavorò al laboratorio di biologia marina di Anton Dohrn a Napoli. Si interessò in modo particolare alla neuroistologia e condusse studi sulle irudine marine, utilizzando tecniche come l'iniezione di cloruro d'oro per visualizzare la rete neurale. 
Membro corrispondente dell'Accademia ungherese delle scienze, ottenne grandi risultati nello sviluppo della microtecnologia (fissazione, doppia inclusione, processi di impregnazione, ecc.). Il suo manuale in due volumi di tecniche microscopiche fu un contributo molto influente. Scrisse le sue pubblicazioni scientifiche in tedesco, principalmente su riviste straniere.
Dopo essersi unito con l'indipendenza alla linea radicale del partito Károlyi, divenne più attivo politicamente e nel 1918 guidò l'evacuazione dell'Università di Kolozsvár a Szeged prima che la Transilvania fosse occupata dalla Romania. Alla fine della seconda guerra mondiale la Repubblica ungherese lo nominò commissario per gli affari della Transilvania, in Romania, ma le sue opinioni esplicite spinsero il Tribunale Militare Reale di Romania ad ordinarne l'arresto il 15 gennaio 1919. Fu così portato alla prigione di Sibiu. Nel processo che seguì, il colonnello Károly Kratochvil testimoniò a suo favore, dimostrando che le azioni militari dipendevano dal Ministero della Guerra ungherese e non dal Commissario per l'Ungheria Orientale. Questa testimonianza portò a rendere meno severa la sentenza. 
Fu detenuto in varie prigioni della Transilvania, fino a quando non venne condannato a cinque anni di carcere il 21 giugno. La condanna fu poi annullata e il 22 dicembre fu rilasciato a Sibiu; il 5 luglio 1920 gli fu dato un passaporto, con il quale attraversò il confine con l'Ungheria il 7 agosto. Durante la sua prigionia fu colpito da una malattia cardiaca. 
Si trasferì a Budapest e poi a Szegedin, e nel 1921 organizzò l'Istituto Zoologico, che diresse fino alla morte. È stato uno dei fondatori degli "Acta Litterarum Ac Scientiarum Regiae Universitatis Hungaricae Francisco-Josephinae" dell'Università Ferenc József di Szeged, sezione "Scientiarum Naturalium". 
La sua salute tuttavia peggiorò e morì a Szegedin, venendo sepolto nel cimitero di Belvárosi.